# Izvorul Muntelui-søen
Izvorul Muntelui-søen, også kendt som Bicaz-søen, er den største kunstige sø i Rumænien. Den blev skabt af en dæmning bygget over floden Bistrița. Dæmningen ligger få kilometer nord for byen Bicaz.
Dæmningen blev bygget mellem 1950 og 1960 og bruges til at generere vandkraft ved vandkraftværket Bicaz-Stejaru. Den har en højde på 127 meter, en længde på 435 m og en maksimal bredde på 119 m. Søen har en længde på 40 km, et areal på 31 km² og et maksimalt volumen på 1.250 milliarder m³.
Søen er et turistmål i regionen, især om sommeren, når besøgende tager færgen fra havnen i Bicaz for en kort tur på søen og for at se Ceahlău-massivet på vestkysten.
I 1960'erne og 1970'erne var der regelmæssig færgeforbindelse mellem Bicaz og landsbyerne ved søbredden.
Ved Potoci, et par kilometer nord for byen Bicaz, er der et biologisk forskningsanlæg, udstyret med en lille undervandsbåd, der bruges til undervandsudforskning. Anlægget blev besøgt af havbiologen Jacques-Yves Cousteau i 1984.